# Gornje Vreme
Gornje Vreme – wieś w Słowenii, w gminie Divača. W 2018 roku liczyła 100 mieszkańców.